# Hydrellia wirthi
Hydrellia wirthi är en tvåvingeart som beskrevs av Korytkowski 1982. Hydrellia wirthi ingår i släktet Hydrellia och familjen vattenflugor.
Artens utbredningsområde är Peru. Inga underarter finns listade i Catalogue of Life.